# Wólka Pytowska
Wólka Pytowska – wieś w Polsce, położona w województwie łódzkim, w powiecie radomszczańskim, w gminie Kodrąb.
| SIMC    | Nazwa     | Rodzaj     |
| ------- | --------- | ---------- |
| 0543440 | Hamborowa | przysiółek |
| 1040674 | Holendry  | przysiółek |

W latach 1975–1998 wieś administracyjnie należała do województwa piotrkowskiego.